# Devilman
Devilman (яп. デビルマン Дэбируман) — манга Го Нагаи, выходившая с 1972 по 1973 годы. Позднее вышел ряд произведений по мотивам, продолжающих сюжет оригинальной манги.

## Сюжет
Согласно сюжету манги, Господь сотворил Землю и породил на ней жизнь. Спустя некоторое время он вернулся на планету, чтобы посмотреть на своё творение, и обнаружил, что вопреки его планам на Земле появились демоны. Господь возненавидел их и решил уничтожить созданный мир. Однако, его сын, Сатана, считал, что даже если демоны не нравятся Богу, они абсолютно не виноваты в том, что они такие, какие есть, и Бог не имеет права их уничтожать. Он встал на защиту демонов и вместе им удалось одержать победу над Богом. После этого они погрузились в спячку, в ожидании финальной битвы. 
За время их сна на Земле зародилось человечество и подобно тому как Бог возненавидел демонов, Сатана возненавидел новый вид, заполнивший планету, которую он когда-то защищал. Дабы выявить слабости человечества он временно принял форму человека по имени Рё Асука и временно забыл о своей настоящей природе. Зная о предстоящей человечеству опасности, он предложил главному герою, Акире Фудо, вместе слиться с демонами и, если им удастся после этого сохранить свою человечность, стать защитниками человечества. Их план увенчался успехом, с Акирой слился демон воин Амон. Акира получил его силу, но сохранил свой разум став человеком-дьяволом. 
В определенный момент, воевода демонов Зенон объявил, что через 5 минут начнётся глобальная атака демонов на человечество, в ходе которой люди потерпели чудовищные потери, потому что демоны обладают сверхчеловеческими способностями, а благодаря способности вселяться в людей и перенимать их облики, армии Зенона давно удалось захватить главенствующие посты в СССР и запустить ядерное оружие, с расчётом на то, что ничего не подозревающие страны ответят в ответ и тем самым уничтожат всех людей. К несчастью для демонов, запуск не удаётся, а всю территорию СССР озаряет свет, а пилот самолёта-разведчика США по возвращении на базу обращается в соль. Всё человечество напугано тем фактом, что кто-угодно может быть демоном, и из-за этого начинается охота на ведьм, с целью найти и уничтожить скрывающихся демонов. Рё, вспомнивший, что является Сатаной, рассказывает, что Акира является дьяволом, а Мики и её родителей напуганные люди убивают. 
Из-за убийства Мики и её семьи руками обычных людей, Акира разочаровывается в них и решает биться с Сатаной не для того, чтобы защитить человечество, а чтобы покончить с этим ужасом, собрав для этого армию таких-же людей-дьяволов, как и он сам. Несмотря на незапланированное Сатаной появление человека-дьявола, человечество в итоге уничтожает само себя, а армия людей-дьяволов, возглавляемых Акирой, терпит поражение в финальном бою с демонами. Сатана раскаивается перед бездыханным телом Акиры и понимает, что если Бог не должен лишать права на жизнь у демонов, то и Сатана не имел права отнимать права на жизнь у человечества.

## Персонажи
Акира Фудо (яп. 不動明 Фудо: Акира) — главный персонаж. Живёт в доме своей подруги детства, Мики. Изначально был скромным школьником, избегавшим конфликтов. После того как он слился с сильнейшим воином демонов, Амоном, стал значительно более агрессивен. После того как в результате множества слияний демонов с людьми возникло некоторое количество подобных ему человеков-дьяволов, он возглавил их отряд и продолжал защищать человечество, несмотря на то что оно не видело разницы между демонами и людьми-дьяволами. Однако, после того как во время охоты на ведьм люди убили Мики и продемонстрировали что ведут себя ничуть не лучше демонов, Акира отвернулся от них и сосредоточился лишь на уничтожении Сатаны и его армии. В результате он погиб в бою. Сэйю: Рёйти Танака («Devilman»), Синдзи Такэда («Amon — Apocalypse of Devilman»), Сё Хаями («Devilman»)
Рё Асука (яп. 飛鳥了 Асука Рё:) — главный персонаж. Гермафродит, сын существа, которое люди называют «Богом» и известен среди людей как «Сатана». В прошлом возглавлял демонов в их войне против Бога решившего их уничтожить и вместе с ними погрузился в сон, в ожидании финальной битвы. Также как и его отец решивший уничтожить демонов, Сатана в свою очередь решил уничтожить человечество и с этой целью принял форму мужчины по имени Рё Асука. Вопреки своим изначальным планам, будучи тайно влюблен в Акиру, Сатана пожертвовал лучшим воином демонов, Амоном дабы сделать из Акиры человека-дьявола и дать ему возможность выжить в мире демонов. Тем не менее, несмотря на это отклонение от его планов, в итоге человечество уничтожает само себя, как и запланировал Сатана. Сэйю: Томокадзу Сэки («Amon — Apocalypse of Devilman»), Ю Мидзусима («Devilman»)
Мики Макимура (яп. 牧村美樹 Макимура Мики) — подруга детства Акиры. Питает нескрываемый интерес к Акире, однако, тот не замечает её чувств. После того как её родители были схвачены по обвинению в том что являются демонами, её саму убили горожане посчитавшие её ведьмой. Сэйю: Дзюн Таканомаки («Devilman», «Devilman»), Ацуко Эномото («Amon — Apocalypse of Devilman»), Сумиэ Сакай («Devilman»)

## Сиквелы и продолжения
После выхода оригинальной манги, в 1973 году, вышла манга «Violence Jack» чьи события разворачиваются после финального сражения Сатаны и Человека-дьявола. В конце данной манги демонстрировалось что после апокалипсиса произошедшего в оригинальной манге мир был пересоздан богом, а главный герой, Джек, на самом деле является Акирой.
В 1991 году вышла трехсерийная OVA «CB Chara Nagai Go World», повествующая о том, как Акира, Рё и Мики по воле некоего бога попадают в тиби-мир, представляющий собой серию парящих в воздухе островов, соответствующих различным произведениям Го Нагая. При этом все персонажи сохраняют память о событиях оригинальной манги. После встречи с персонажами Mazinger Z и повторного сражения Акиры и Рё, вновь погибший Акира возрождается в образе Джека, в только что возникшей земле соответствующей миру «Violence Jack».
Наконец, в 1997 году Го Нагай создает мангу «Devil Lady» в целом повторяющую сюжет «Devilman» и продолжающую историю оригинальной манги, но с изменением пола главных персонажей с мужского на женский.
В 2014 году выходит продолжение историй: «Devilman» и «Devil Lady», «Devilman Saga» которое согласно заявлению автора - должно стать последней частью серии.
В 2018 вышло аниме «Devilman: Crybaby» от компании Netflix, повторяющее оригинальный сюжет.